# Res gestae divi Augusti
Die Res Gestae Divi Augusti („Die Taten des vergöttlichten Augustus“) waren der Leistungs- oder Rechenschaftsbericht des ersten römischen Kaisers Augustus, eine in der ersten Person verfasste Darstellung seines Lebens, seiner Verdienste und Ehrungen. Nach der am besten erhaltenen Kopie, gefunden in Ancyra (heute Ankara), wird das Werk auch Monumentum Ancyranum genannt. Theodor Mommsen, der auch einen bis heute wichtigen Kommentar verfasst hat, bezeichnete die Res Gestae als „Königin der antiken Inschriften“.

## Überlieferung des Textes

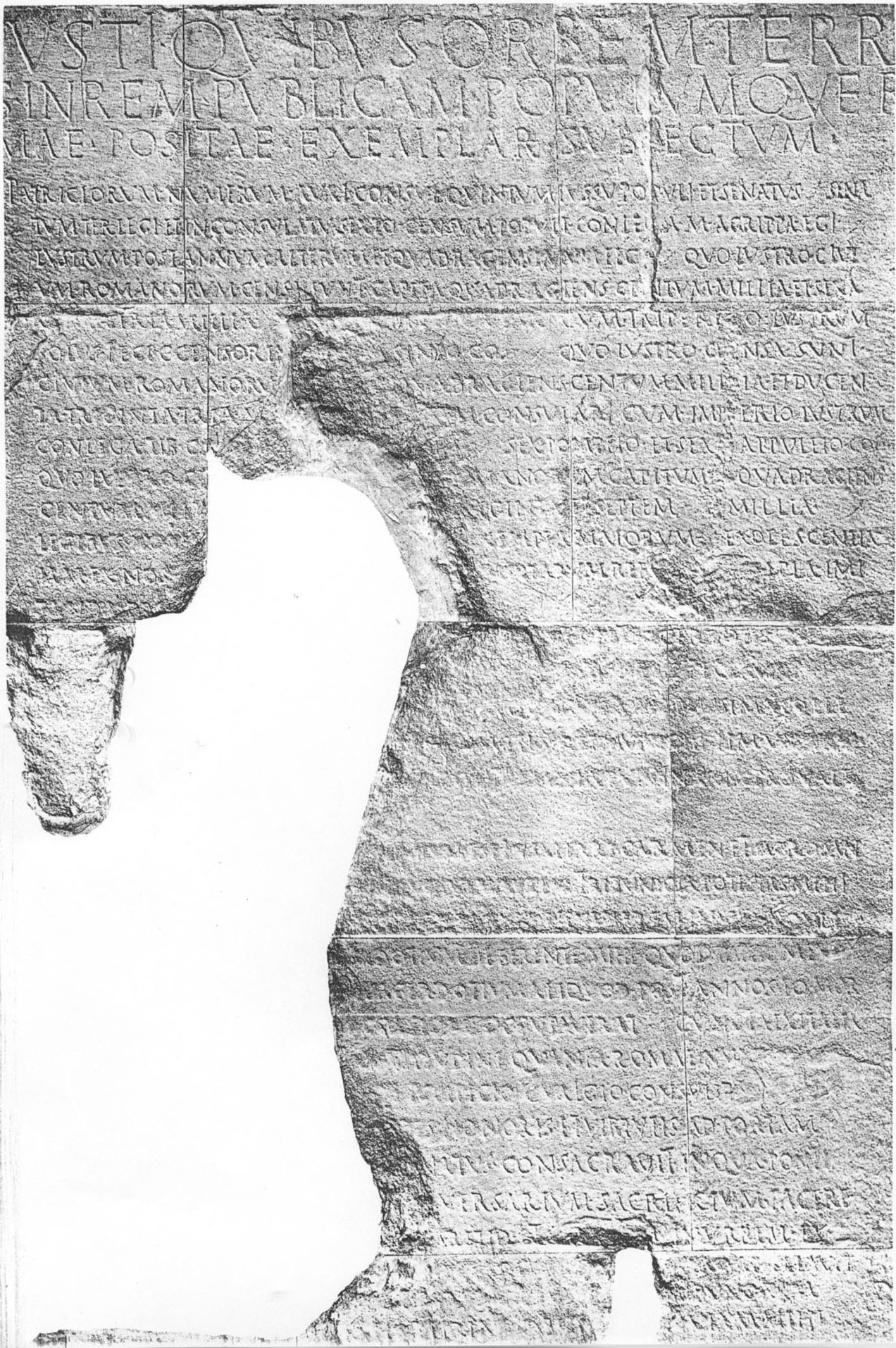
Fragment der Res Gestae aus dem Monumentum Ancyranum

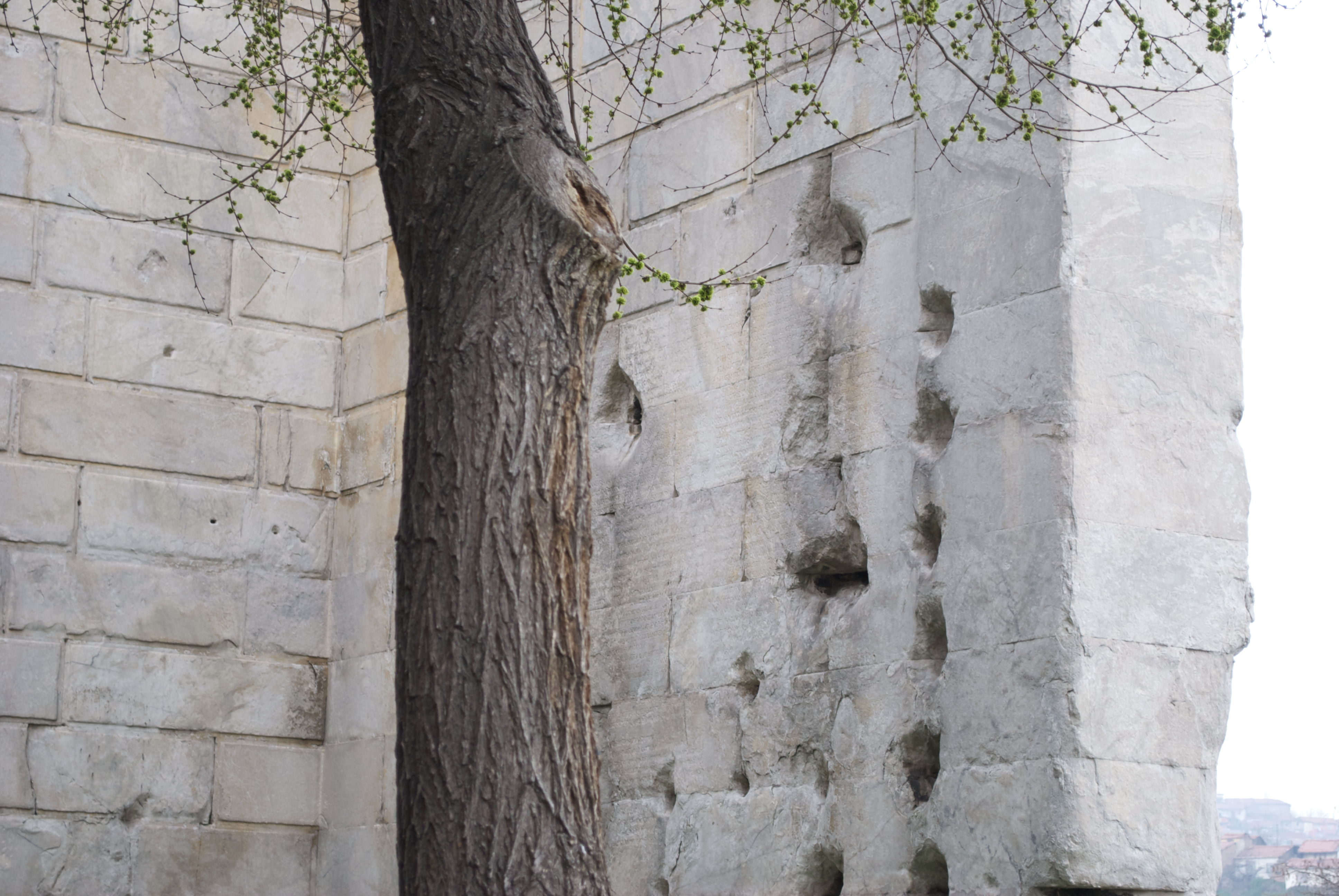
Vorhalle des Augustus- und Roma-Tempels in Ankara mit dem lateinischen Text des Monumentum Ancyranum

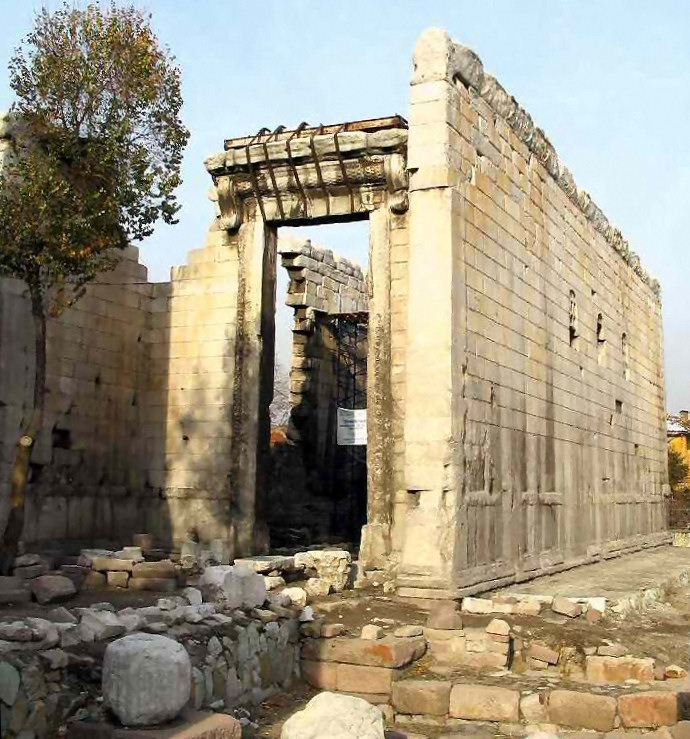
Das Monumentum Ancyranum in Ankara

Das Original der Res Gestae wurde gemäß dem Testament des Augustus auf zwei Bronzepfeilern vor dem Augustusmausoleum in Rom aufgestellt, die allerdings nicht erhalten sind. Der Text ist aus drei inschriftlichen Kopien in verschiedenen Städten des Römischen Reiches bekannt:
Monumentum Ancyranum
Diese Inschrift war an den Wänden des Tempels für Augustus und Roma in Ancyra (Ankara), der Hauptstadt der Provinz Galatien, angebracht. Diese Kopie ist die bedeutendste, da die originale lateinische Fassung mit einer griechischen Übersetzung fast vollständig überliefert ist (daher wird die Bezeichnung Monumentum Ancyranum häufig auch generell für die Res Gestae Divi Augusti verwendet). Das Monumentum Ancyranum wurde 1555 von einem Gesandten des deutschen Kaisers, Ogier Ghislain de Busbecq, entdeckt. 1847 erschien eine Ausgabe von August Wilhelm Zumpt. Anhand von archäologisch-epigraphischen Untersuchungen im 19. und 20. Jahrhundert (Theodor Mommsen, Martin Schede, Wilhelm Weber) wurde die Textgestaltung überprüft.
Monumentum Apolloniense
Diese sehr fragmentarisch erhaltene Inschrift stammt aus der Stadt Apollonia in Pisidien und enthält nur eine griechische Fassung des Texts. Sie wurde 1821 entdeckt, weitere umfangreichere Fragmente 1930, und stammt von einer Basis, auf der Statuen des Augustus, des Tiberius, der Livia, des Germanicus und des jüngeren Drusus standen.
Monumentum Antiochenum
Diese ebenfalls sehr fragmentarisch überlieferte Inschrift wurde 1914 in der ebenfalls in Pisidien gelegenen Stadt Antiochia entdeckt, weitere Teile 1926. Sie enthält nur die lateinische Fassung des Texts. Der ursprüngliche Anbringungsort der Inschrift ist unklar (Statuenbasis oder Tor).
Ein weiteres Fragment publizierte der Epigraphiker Peter James Thonemann 2012, basierend auf einem Inschriftenfund aus Sardeis. Das Fragment ist für die Textgestaltung unerheblich; seine Bedeutung liegt aber darin, dass nun auch mindestens eine Kopie außerhalb der Provinz Galatia nachgewiesen ist, aus der die anderen Textzeugnisse stammen.
Alle Texte zusammen erlauben es, das verlorene Original praktisch vollständig zu rekonstruieren.

## Entstehung des Textes
Augustus selbst gibt am Schluss des Werkes (Abschnitt 35) an, dass er es in seinem 76. Lebensjahr, also kurz vor seinem Tod im Jahr 14 n. Chr., verfasst habe. Vermutlich wurde der Text oder zumindest einige Teile davon aber schon Jahre zuvor verfasst und über die Zeit hinweg nur aktualisiert.
Augustus hinterließ den Text zusammen mit seinem am 3. April 13 n. Chr. abgeschlossenen Testament, das den Senat anwies, die Inschriften herstellen und vor seinem Grabmal in Rom anbringen zu lassen. Unter seinem Nachfolger Tiberius sorgte man dann für die Verbreitung des Textes im Reich.

## Inhalt und Bedeutung
Der erste Teil der Res Gestae beginnt mit der kursorischen Erwähnung der angeblichen Befreiung der Republik durch die Aufstellung einer Privatarmee, die Bildung des zweiten Triumvirats und den Rachekrieg gegen die Caesarmörder sowie die Aufnahme des jungen Octavian in den Senat und beschreibt dann die verschiedenen Ehren, die ihm verliehen wurden, wobei Augustus betont, dass er nicht ehrgeizig nach diesen Ehren gefragt habe. Der zweite Teil beschreibt Augustus’ Gaben an das römische Volk in Form von Geld, Spielen und Gebäuden. Der dritte Teil handelt von der Ausdehnung des Reichs, von innerem Frieden und Freundschaft mit dem Rest der Welt während seiner Regierungszeit. Der 34. Abschnitt beschreibt dann, wie Octavian die Bürgerkriege beendet und danach die alleinige Macht (potens rerum omnium) freiwillig wieder abgegeben habe: Für diese Leistung sei ihm der Name Augustus verliehen worden; und fortan habe er als princeps eine herausragende Stellung in der res publica besessen, ohne aber seine jeweiligen Amtskollegen an potestas zu übertreffen. Ein Anhang (in der dritten Person, offenbar erst unter Tiberius für die provinzialen Abschriften erstellt) fasst den Text noch einmal zusammen, listet die verschiedenen Gebäude auf, die Augustus erstellen ließ, und hält fest, dass er während seiner Herrschaft 600 Millionen Denare aus eigenem Vermögen spendete.
Die Res Gestae weisen offenkundige propagandistische Züge auf. Sie tendieren dazu, die Ereignisse zwischen der Ermordung Gaius Iulius Caesars und Augustus’ Sieg über Marcus Antonius und Sextus Pompeius schönzufärben: Die beiden Gegner im Bürgerkrieg werden nicht beim Namen genannt; Antonius ist nur „der, gegen den ich den Krieg führte“, Pompeius wird als Pirat dargestellt.
Auch in weiteren Abschnitten geben die Res Gestae keine objektive Geschichtsdarstellung, sondern die offizielle Sicht des Augustus wieder. In einer oft behandelten Formulierung gab er an, wie er seine Stellung in der formal wiederhergestellten Republik sah:

Post id tempus auctoritate omnibus praestiti, potestatis autem nihilo amplius habui quam ceteri, qui mihi quoque in magistratu conlegae fuerunt.

„Nach dieser Zeit (nach 27 v. Chr.) überragte ich an Ansehen/Einfluss alle, an formaler Gewalt besaß ich jedoch nicht mehr als die anderen, die jeweils meine Kollegen im Amt waren.“

Zugleich ist die Inschrift ein Beweis dafür, dass Augustus die göttliche Verehrung seiner Person schon zu Lebzeiten in den östlichen Provinzen, wo dies auch Tradition hatte, in Verbindung mit der dea Roma zuließ, während er sie in Rom ablehnte.

## Textausgaben
- Theodor Mommsen (Hrsg.): Res gestae divi Augusti. Ex monumentis Ancyrano et Apolloniensi. 1. Auflage. Weidmann, Berolini 1865 (bei archive.org).
- Theodor Mommsen (Hrsg.): Res Gestae Divi Augusti. Ex monumentis Ancyrano et Apolloniensi. 2. Auflage. Weidmann, Berolini 1883 (nach wie vor grundlegende wissenschaftliche Ausgabe).
- Hans Volkmann (Hrsg.): Res Gestae Divi Augusti. Das Monumentum Ancyranum (= Kleine Texte für Vorlesungen und Übungen. Band 29/30, ZDB-ID 520652-2). 3., durchgesehene Auflage. de Gruyter, Berlin 1969 (Studienausgabe, lateinisch/griechisch).
- Marion Giebel (Hrsg.): Augustus, Res gestae – Tatenbericht (Monumentum Ancyranum). Philipp Reclam Jun., Stuttgart 1975 (lateinisch-griechischer Text ohne Apparat, mit Übersetzung und Kommentar)
- Jean Gagé (Hrsg.): Res gestae divi Augusti. 3. Auflage, Les Belles Lettres, Paris 1977 (enthält Text, franz. Übersetzung, Kommentar).
- Ekkehard Weber (Hrsg.): Res Gestae Divi Augusti. Nach dem Monumentum Ancyranum, Apolloniense und Antiochenum (= Meine Taten. Studienausgabe). Artemis & Winkler, Düsseldorf u. a. 2004, ISBN 3-7608-1378-X (lateinisch-griechisch-deutsche Ausgabe mit Kommentar).
- John Scheid (Hrsg.): Res gestae divi Avgvsti. = Hauts faits du divin Auguste (= Collection des universités de France. Série latine. Band 386). Les Belles Lettres, Paris 2007, ISBN 978-2-251-01446-3 (aktuelle wissenschaftliche Ausgabe mit französischer Übersetzung und Kommentar).
- Klaus Bringmann, Dirk Wiegandt (Hrsg.): Augustus. Schriften, Reden und Aussprüche (= Texte zur Forschung. Band 91). Wissenschaftliche Buchgesellschaft, Darmstadt 2008, ISBN 978-3-534-19028-7, Nr. 233, S. 229–281 (enthält Text, Übersetzung, Kommentar).